# 広瀬香美 ラジオdeフォロ〜ミ〜
広瀬香美 ラジオdeフォロ〜ミ〜（ひろせこうみ ラジオでフォローミー）は、ニッポン放送で、2010年10月4日から2011年4月1日まで放送された音楽番組。

## 番組概要
ニッポン放送は2000年代のナイターオフ番組として、1990年代後半から2001年迄続けた『ヨッ!お疲れさん』シリーズと、『ショウアップナイター』の派生番組である、『ショウアップナイター○○』を編成してきたが、『ショウアップナイターレジェンド』を土曜日18時台に移動し、2010年度は18時台のローカル枠と19時台以降のNRN系列全国枠を分離して編成。
2000年台前半に誕生したSNSである、Twitterにて影響力を持っていた広瀬の番組を編成する事を、2010年9月14日の同局社長定例会見にて発表した。2010年台では当たり前になっている、SNSでのリスナーと2WAYでコミュニケーションが取れる構成を敷いたが、番組ハッシュタグ「#kohmi1242」でツイートを募っていた。また、2010年11月5日放送分から金曜のみ、Ustreamを使った同時配信を実施した。

## コーナー
- 歌う広瀬スタジオ

Twitterやメールによるリスナーからのヒット曲のリクエストを受け付け、広瀬がスタジオ内に用意したキーボードで生演奏で熱唱する。一回の放送で平均2曲取り上げられる。
不定期で『ツイッターリクエストナイト』と題してリスナーからの生歌リクエストを1時間こたえていく。
- 香美チューンズ

広瀬が洋楽アーティストをピックアップ。1日1アーティスト・2曲程度選曲。
- kohmi-style（月曜日）

2011年1月から始まったコーナー。リスナーの家自慢を募集する。番組内でメッセージが読まれた中から抽選でリスナーが希望するインテリア・家電がプレゼントされる。
- 我が家のタイムライン（水曜日）

身の回りに関するテーマに沿ったメッセージをTwitterやメールで募集。番組内でメッセージが読まれた中から抽選で、理研ビタミンのドレッシング3種とリスナーが希望する食材がプレゼントされる。
- ふんわりミーティング（木曜日）

11月から始まったコーナー。番組内で読まれた中から抽選で、ファーファグッズがプレゼントされた。12月30日の放送を以て終了。
- BIGでBIGな夢を当てましょう（木曜日）

2011年3月4日のみのコーナー。『BIGな夢』を募集し抽選でスポーツ振興くじBIGがプレゼントされる予定であったが、翌週に東日本大震災が発生したため、コーナー自体フェードアウトした。
- 恋愛リサーチ（金曜日）

2010年12月13日-17日に行ったスペシャルウィークで好評だったためレギュラー化。恋愛観に関するアンケートをTwitterやメールで募集。多数派の回答をまとめてランキング化し発表する。
- 突撃 となりのツイッター（不定期）

11月15日から始まったコーナー。twitterを利用している有名人のアカウントに番組スタッフが今日のテーマを質問して返答があったつぶやきを番組内で紹介する。
- 歌うタイムライン

1月31日-2月4日の1週間、カラオケにまつわるエピソードを募集。番組内でメッセージが読まれた中から抽選で、WiiとカラオケJOYSOUND Wii、理研ビタミンのドレッシング3種がプレゼントされた。

## 内包番組
- 松井秀喜 新たなる頂点へ（月曜日）

ショウアップシリーズのコーナーだった『松井秀喜 ワールドチャンピオンへの道』の改訂版。担当は師岡正雄または山内宏明。
松井が何らかの事情で出演できない場合は師岡か山内による松井情報。まれにAKI猪瀬によるメジャーリーグベースボール情報となる。
- 田崎真也 今夜の一杯（火曜日）

田崎が酒や料理について語る。
- 私の正論（水曜日）

タイトルは産経新聞社発行の月刊誌『正論』から。
那須恵理子が『正論』に執筆している文化人と対談する。
- サクッとSuGラジ（木曜日）

ロックバンドSuGが担当。
- DRIVE with ECO & DREAM（金曜日）

ショウアップナイターバッテリー19時台コーナーから独立。
前年度は週交代の出演だった太田哲也とまるも亜希子が同時出演する。
- いずれも、19時40分ごろから10分間の放送。
- 木曜のコーナー以外は、これまで放送された「ショウアップ」シリーズからの続投コーナーでもあり、ナイターイン期には毎週月曜日にまとめて放送されていたものである。なお、裏送り（ニッポン放送未ネット）の場合休止。

## 企画
2010年10月22日放送分でリスナーに新企画案をTwitter上で募集された。
- 広瀬香美 作曲塾

10月25日放送分で発表。プロ・アマ問わず、改編が必要と思った楽曲を番組に送付、広瀬が改善点をアドバイスする。なお、楽曲音源の収録媒体をCD-RやMD・カセットテープといった物理メディアに限定した場合に関しては郵便に限られる。
- 番組グッズを作ろう!

10月26日放送分で発表。ノベルティグッズの案をリスナーから募集。広瀬は一例としてシール・iPhone用アプリケーション・マスクの3点を提案した。
11月27日放送分で番組オリジナルのTwitterのヘッダー画像を制作することが決定。12月中旬ごろ完成し、番組ホームページにて公開された。
- 新曲を作ろう!

10月27日放送分で発表。リスナーから募集した詞や曲を広瀬がまとめ上げて、番組のテーマ曲を制作する。また、「ヒットチャートに載せたい」という発言から、楽曲のダウンロード販売等の可能性も示唆している。これらの構想は大まかなものであり、具体的な内容は11月3日放送分で詰めていく予定。

## 放送ネット局
- ニッポン放送
（制作・幹事局）
- 青森放送
- IBC岩手放送 ★
- 東北放送 ★
- 秋田放送 ★

- 山形放送
- ラジオ福島
- 茨城放送
- 栃木放送 ★
- 新潟放送
- 信越放送

- 山梨放送
- 北日本放送
- 北陸放送
- 福井放送
- 静岡放送 ★
- 東海ラジオ

- KBS京都
- KBS滋賀
- 和歌山放送
- 山陰放送 ★
- 山陽放送
- 中国放送

- 山口放送 ★
- 四国放送 ★
- 西日本放送
- 南海放送 ★
- 高知放送
- 長崎放送 ★

- NBCラジオ佐賀 ★
- 熊本放送
- 大分放送 ★
- 宮崎放送 ★
- 南日本放送
- ラジオ沖縄

- KBS京都のみ19:30飛び降り。また局によって月曜日のネットをしない局（★印）がある。
2009年度の『ショウアップナイターバッテリー』（ネット枠全編・一部とも）のネット局で放送される。
- プロ野球のクライマックスシリーズ・日本選手権シリーズ中継や「ラジオ・チャリティー・ミュージックソン」を放送するネット局はその日だけ番組休止となり、それ以外の局はニッポン放送からの裏送りで通常放送を行う。
- 2010年12月30日は一部ネット局で「日本レコード大賞」が放送され、当番組は休止となった。
- 2011年2月21日～25日は、ニッポン放送で『球春到来!開幕まで待てない!ショウアップナイター 野球'命'スペシャル』（17:40 - 21:00）を放送するため、この期間もネット局向けに裏送りで放送した。
- 2011年3月11日は、東北地方太平洋沖地震（東日本大震災）発生に伴い、ニッポン放送の飯田浩司アナウンサーメインによる報道中心の内容に差し替えた。また広瀬も地震後首都圏で起きた交通混乱に巻き込まれ、放送開始から約10分遅れてスタジオに入った。また被害が特に深刻な被災地にあたる東北放送・IBC岩手放送など一部放送局では、自社制作の地震情報を優先したため放送されなかった。そして同月14日から21日放送分まで内包番組以外の全てのコーナーを自粛し、地震報道を挟みながら「被災者が希望をもてる・笑顔になれる」楽曲を、広瀬自身の選曲やリスナーからのリクエストで生演奏も組み合わせて流し続けた。なお、その間も一部ネット局では震災特別番組が放送され、当番組の放送は休止していた。
- 2011年3月29日は、ニッポン放送でサッカーの東日本大震災復興支援チャリティーマッチの中継が放送されたため、ネット局向けに裏送りで放送した。
- 前述の震災による影響でプロ野球の開幕が4月12日に延期されたため、ニッポン放送でも最終日まで放送された。